# Breitungen/Werra
Breitungen/Werra é um município da Alemanha localizado no distrito de Schmalkalden-Meiningen, estado da Turíngia.

## Demografia
Evolução da população (31 de dezembro):
| - 1994: 5724 - 1995: 5666 - 1996: 5722 - 1997: 5693 | - 1998: 5634 - 1999: 5557 - 2000: 5508 - 2001: 5454 | - 2002: 5382 - 2003: 5332 - 2004: 5299 - 2005: 5240 |

 Fonte: Thüringer Landesamt für Statistik